# Relaciones España-Vietnam
Las relaciones hispano-vietnamitas son las relaciones bilaterales entre el Reino de España y la República Socialista de Vietnam.

## Relaciones diplomáticas
Si bien ambos países tuvieron sus primeros contactos en el siglo XVI, con la expansión de los jesuitas católicos de España a Indochina, la primera conexión formal se estableció en el siglo XIX, cuando Isabel II de España se unió a Napoleón III de Francia. Ambos intervinieron contra Vietnam después de las persecuciones anticatólicas en el país en 1858. Este fue el primer signo de la relación moderna hispano-vietnamita, aunque España no participó en más misiones después de la guerra de Cochinchina.
España desempeñó un pequeño papel en la guerra de Vietnam cuando Francisco Franco, el dictador anticomunista de España, acordó ayudar a Estados Unidos y Vietnam del Sur mediante el despliegue de una unidad médica secreta durante todo el conflicto, que realizó operaciones tanto en combatientes como en civiles. Las autoridades de Gò Công les dedicaron un puente como resultado de su ayuda humanitaria.
Después de la muerte de Franco y la adhesión de Vietnam del Sur a Vietnam del Norte, se intentaría normalizar las relaciones bilaterales, pero se rompieron tras la guerra camboyano-vietnamita por el apoyo de España a las sanciones contra Vietnam y la retirada del embajador vietnamita en España. La relación se mantuvo fría hasta la década de 1990, cuando Vietnam normalizó las relaciones con varias naciones, incluida España, debido al efecto del Đổi mới y la caída de la URSS.
Desde el final de la Guerra Fría, los dos países han desarrollado una relación relativamente estrecha, incluida la cooperación económica y política. España es también uno de los mayores donantes económicos a Vietnam en la UE.
La expansión de la lengua y la cultura españolas también llegó a Vietnam, como las canciones en español y La Liga, que a menudo atraían a grandes seguidores vietnamitas por igual. El 12 de septiembre de 2001 se inauguró en Hanói un Aula Cervantes, dentro de la Universidad de Hanói (HANU), entonces Universidad de Estudios Extranjeros. La inauguración de la Oficina Técnica de Cooperación tuvo lugar en febrero de 2006, con la presencia de los Reyes en motivo de su visita de Estado. Vietnam abrió su Embajada en Madrid en junio de 2002.
En 2022, España y Vietnam celebraron el 45.º aniversario del establecimiento de las relaciones diplomáticas. Asimismo, Casa Asia organizó una serie de actividades destinadas a conmemorar esta relación bilateral que durante más de 4 décadas mantienen ambos países, especialmente, en el ámbito institucional, el cultural y el de la cooperación.

## Relaciones económicas
Los intercambios comerciales no han dejado de crecer en los últimos años. En 2013 la Secretaría de Estado de Comercio e Inversiones, sobre la base de los datos de la Agencia Tributaria, cifra el volumen de Intercambios en 2 171 305 560 de euros, que se desglosan en 1 925 833 696 de euros de importaciones españolas de Vietnam y 245 471 861 de euros de exportaciones. Según esos datos, la tasa de cobertura en 2013 fue del 12,75%.
Según estos datos Vietnam es nuestro cliente número 77, comprador del 0,1% de las exportaciones españolas. Vietnam es el proveedor número 30 de España, origen del 0,5% de las compras españolas.

## Cooperación
La ayuda al desarrollo de España a Vietnam comienza en 1996, con la firma del primer protocolo financiero. Estos protocolos asignan unos fondos de ayuda reembolsable, FAD en forma de créditos blandos, así como asistencias técnicas para estudios de viabilidad (FEV). Más adelante, en 1997, la Agencia Española de Cooperación Internacional para el Desarrollo (AECID) comenzó sus actividades en Vietnam mediante la financiación de proyectos de ONGDs. En este caso, se trata de ayuda no reembolsable.

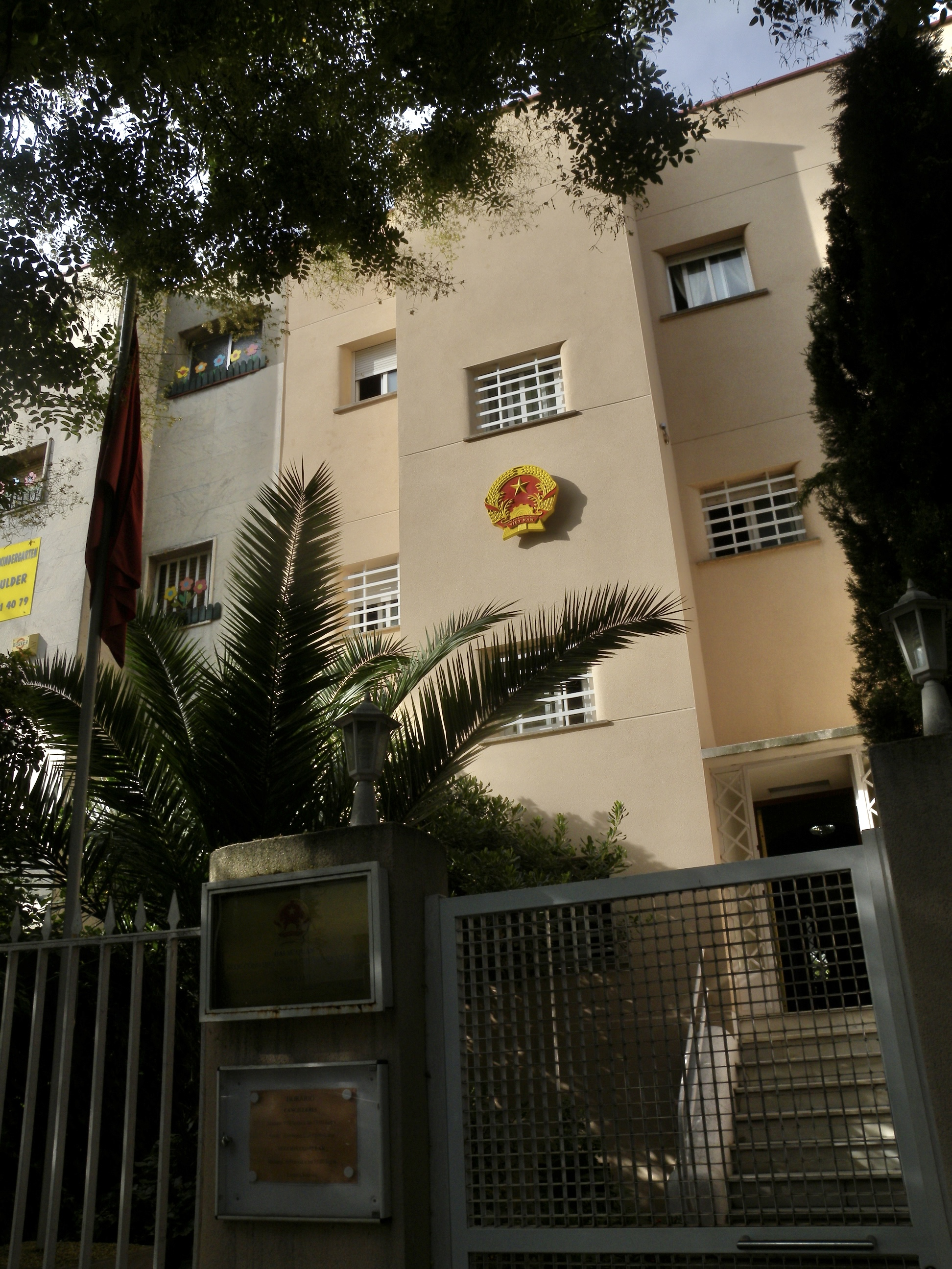
Embajada de Vietnam en Madrid.

## Misiones diplomáticas
- España tiene una embajada en Hanói y un consulado en Ho Chi Minh.[10]
- Vietnam tiene una embajada en Madrid y un consulado honorario en Santa Cruz de Tenerife.[11]